# Всесвітній день ромської мови
Всесвітній день ромської мови популяризує ромську мову, культуру та освіту. Відзначається щорічно 5 листопада, починаючи з 2009 року. Хорватський парламент офіційно визнав його в 2012 році, а ЮНЕСКО проголосила 5 листопада Всесвітнім днем ромської мови в 2015 році. Станом на 2018 рік 16 держав-членів Ради Європи визнають ромську мову як мову меншини відповідно до Європейської хартії регіональних мов або мов меншин.

## Походження
5 листопада 2008 року в Загребі, Хорватія, під час презентації першого ромсько-хорватського та хорватсько-ромського словника, написаного ромським ученим і політиком Велько Кайтазі, представники ромської спільноти з усього світу та учасники громадського життя Хорватії підписали хартію, яка оголосив 5 листопада Днем ромської мови в Республіці Хорватія. Підписання хартії було ініційовано та організовано Велько Кайтазі та Хорватською асоціацією освіти ромів «Калі Сара» (сьогодні Хорватська спілка ромів «КАЛІ САРА»), а хартію підписали приблизно 150 осіб.

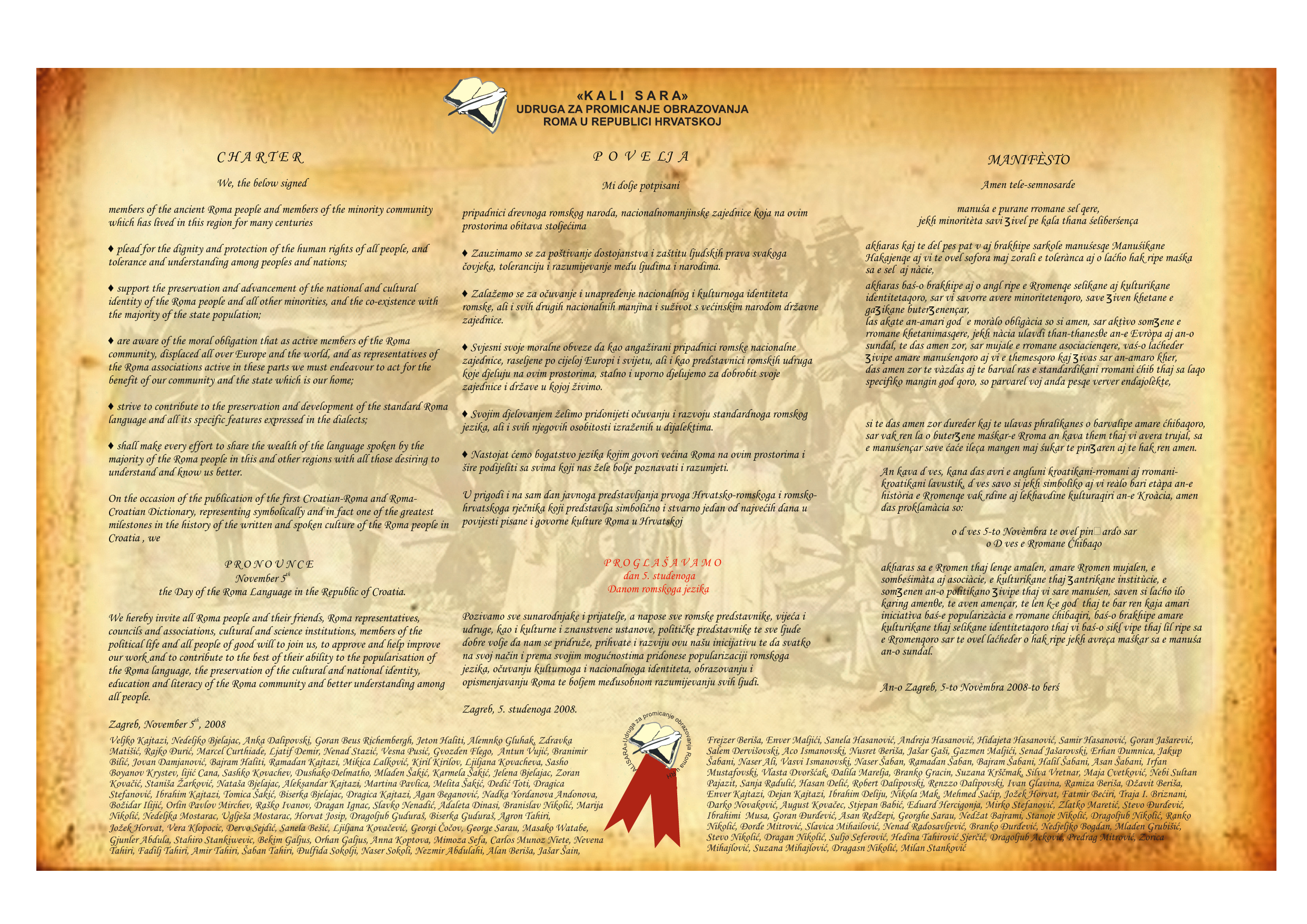
Хартія про оголошення 5 листопада Днем ромської мови в Республіці Хорватія (5 листопада 2008 р., Загреб, Хорватія)

У 2009 році під час Всесвітнього симпозіуму зі стандартизації та кодифікації ромської мови, який проходив з 3 по 5 листопада 2009 року в Загребі, Хорватія, Міжнародний союз ромів і Хорватська асоціація освіти ромів «Калі Сара» опублікували декларацію з проханням про визнання 5 листопада як Всесвітній день ромської мови в усіх країнах, де проживають роми. Ця подія також ознаменувала перше офіційне святкування цієї дати.

## Міжнародне визнання
Парламент Хорватії одноголосно (122 голоси «за») прийняв прохання своїх членів підтримати міжнародну ініціативу щодо відзначення 5 листопада Всесвітнього дня ромської мови на сесії 25 травня 2012 року, ставши першим парламентом у світі, який зробив і запрошуючи інші національні парламенти, міжнародні установи та організації, а також усіх людей доброї волі у світі приєднатися до ініціативи.
У 2015 році на прохання Республіки Хорватія ЮНЕСКО проголосила 5 листопада Всесвітнім днем ромської мови.